# Luciano Krikorian
Luciano Krikorian (6 de septiembre de 1975, Buenos Aires, Argentina) es un exfutbolista argentino. Jugaba naturalmente de defensor y también puede hacerlo de volante. Se retiró en Estudiantes (BA) y fue ayudante de campo de Juan Amador Sánchez en Huracán tras su retiro profesional.

## Trayectoria
Surgió de las inferiores de Deportivo Morón. Debutó en el "Gallito" en 1996 y se quedó hasta 1999. En 1999 partió a Vicente Lopez para jugar en Club Atlético Platense hasta el 2000. En el 2001 tuvo su primera experiencia en Europa jugando para el FC Maia de Portugal. En el 2001 se fue a El Porvenir hasta 2002.  En el 2002 se fue a jugar para Club Atlético Tigre hasta 2003. En el 2003 paso por 2 clubes, en Club Atlético Platense y Sportivo Italiano. En 2004 se fue a jugar a Colombia para jugar en el Macara de Ecuador. Vuelve a Club Atlético Tigre en el 2004 hasta el 2007. En 2007 se fue al San Martín de Tucumán, club en el que se desarrolló como uno de los mejores jugadores de la temporada. En el 2008 Se fichó para jugar dos temporadas en Club Atlético All Boys. Sus constantes lesiones hicieron que dejase de ser tenido en cuenta por el cuerpo técnico y decidió jugar en Temperley. A mediados del 2010 es fichado por Estudiantes de Caseros, club en el que se retiró. Tras poner fin a su gran carrera futbolística se convierte en ayudante de campo de Juan Amador Sánchez en Huracán, dando sus primeros pasos para una futura carrera de entrenador.

## Logros
| Título                    | Club                  | País      | Año    |
| ------------------------- | --------------------- | --------- | ------ |
| Primera "B" Metropolitana | Club Atlético Tigre   | Argentina | 2004-A |
| Primera "B" Metropolitana | Club Atlético Tigre   | Argentina | 2005-C |
| Primera "B" Nacional      | San Martín de Tucumán | Argentina | 2008   |

## Clubes
| Club                   | País      | Año       |
| ---------------------- | --------- | --------- |
| Deportivo Morón        | Argentina | 1996-1999 |
| Club Atlético Platense | Argentina | 1999-2000 |
| FC Maia                | Portugal  | 2001      |
| El Porvenir            | Argentina | 2001-2002 |
| Club Atlético Tigre    | Argentina | 2002-2003 |
| Club Atlético Platense | Argentina | 2003      |
| Sportivo Italiano      | Argentina | 2003      |
| Macara                 | Ecuador   | 2004      |
| Club Atlético Tigre    | Argentina | 2004-2007 |
| San Martín de Tucumán  | Argentina | 2007-2008 |
| Club Atlético All Boys | Argentina | 2008-2010 |
| Temperley              | Argentina | 2010      |
| Estudiantes (BA)       | Argentina | 2010-2011 |

- Datos: Q5982103